# Plantensterolen

Bèta-sitosterol

Stigmasterol

Brassicasterol

Ergosterol

Nomenclatuur van het steroïde skelet

Plantensterolen, ook aangeduid als fytosterolen of plantaardige sterolen, vormen een groep cholesterolachtige stoffen, die in de celmembranen van bepaalde plantensoorten, zoals noten en sojaboon, voorkomen. Het zijn witte poeders met een karakteristieke geur, onoplosbaar in water en oplosbaar in alcoholen.

## Voeding
Deze stoffen worden weliswaar nauwelijks door het menselijke lichaam opgenomen, maar zorgen er wel voor dat er minder cholesterol vanuit de darmen wordt opgenomen. De opname van cholesterol in de micellen van de darmen wordt geblokkeerd, waardoor er minder cholesterol wordt opgenomen en het gehalte in het bloed van LDL-cholesterol ('slecht' cholesterol) verlaagd wordt. Ondanks een goed gedocumenteerde LDL-cholesterol verlagende werking is er nog geen wetenschappelijk bewijs van enig heilzaam effect op het voorkomen of behandelen van hart- en vaatziekten.
Tegenwoordig probeert men deze stoffen uit planten te winnen met als doel deze als een additief aan producten toe te voegen. Het consumeren van deze producten zal gunstige effecten op de cholesterolgehaltes hebben.
In Japan en de Verenigde Staten zijn al veel van deze producten op de markt, waarin plantensterolen verwerkt zijn.
In de Europese Unie heeft men tot dus ver niet veel artikelen op de markt, mede door zeer strenge voorschriften.
In Nederland zijn een aantal dieetmargarines op de markt met plantaardige sterolen. Daarnaast zijn er ook voedingssupplementen verkrijgbaar met een vaste hoeveelheid plantensterolen per tablet.

### Toepassingen
Plantensterolen worden gebruikt in voeding, medicijnen en cosmetica.
Een dagelijkse dosis van 1 tot 3 gram plantensterolen wordt aanbevolen, waardoor het LDL-cholesterolgehalte in het bloed met gemiddeld 10% wordt verlaagd. Bij langdurig gebruik kan het vitamine A-gehalte in het lichaam iets dalen, wat ongewenst is bij kinderen, zwangere vrouwen en vrouwen die borstvoeding geven.
Bij mensen die lijden aan de stofwisselingsziekte fytosterolemie kunnen plantensterolen het risico op een hartinfarct vergroten. Deze zeldzame ziekte komt voor bij een op de miljoen mensen.

## Naamgeving sterolen
Naamgeving van sterolen:
- β-sitosterol wordt het meest toegepast in voedingsmiddelen.
- Door verwijdering van het koolstofatoom 242 wordt campesterol verkregen.
- Door verwijdering van het koolstofatomen 241 en 242 wordt cholesterol verkregen.
- Door verwijdering van de waterstof van de koolstofatomen 22 and 23 wordt stigmasterol (stigmasta-5,22-dien-3β-ol) verkregen.
- Door verwijdering van het koolstofatoom 242 en de waterstof van de koolstofatomen 22 and 23 wordt brassicasterol (ergosta-5,22-dien-3β-ol) verkregen.
- Verdere verwijdering van waterstof van de koolstofatomen 7 en 8 van brassicasterol geeft ergosterol (ergosta-5,7,22-trien-3β-ol). Ergosterol is echter geen plantensterol. Het komt voor in de celmembranen van schimmels, gisten en sommige protisten, zoals Trypanosomas, waar het dezelfde functie vervult als cholesterol bij dieren.

## Voorkomen in algen
Onderstaand een lijst van algen met de verschillende soorten sterolen en met bij benadering de gehaltes. (Data van de review door Volkman, 1986).
| Soort                 | Chol- este- rol | Camp- este- rol | Sito- ste- rol | A  | Brassi- caste- rol | Stigma- ste- rol | B  | Fuco- ste- rol | andere |
| --------------------- | --------------- | --------------- | -------------- | -- | ------------------ | ---------------- | -- | -------------- | ------ |
| Gonyaulax spp.        | 100             | 0               | 0              | 0  | 0                  | 0                | 0  | 0              | 0      |
| Peridinium foliaceum  | 100             | 0               | 0              | 0  | 0                  | 0                | 0  | 0              | 0      |
| Peridinium foliaceum  | 80              | 20              | 0              | 0  | 0                  | 0                | 0  | 0              | 0      |
| Gonyaulax diegensis   | 39              | 0               | 0              | 0  | 0                  | 0                | 0  | 29             | 32     |
| Pyrocystis lunula     | 76              | 6               | 0              | 2  | 1                  | 0                | 0  | 0              | 15     |
| Gonyaulax polygramma  | 36              | 1               | 0              | 9  | 7                  | 0                | 0  | 0              | 47     |
| Gymnodinium wilczeki  | 26              | 39              | 0              | 35 | 1                  | 0                | 0  | 0              | 0      |
| Glenodinium hallii    | 8               | 50              | 0              | 0  | 0                  | 42               | 0  | 0              | 0      |
| Noctiluca milaris     | 0               | 1               | 1              | 5  | 73                 | 0                | 6  | 0              | 14     |
| Gymnodinium simplex   | 0               | 0               | 0              | 0  | 53                 | 0                | 0  | 0              | 47     |
| Prorocentrum cordatum | 7               | 0               | 0              | 0  | 5                  | 0                | 63 | 0              | 25     |

A = 22-dehydrocholesterol (cholesta 5,22E dien-3b-ol) 

B = 24methylene cholesterol

## Opsporen van herkomst grond
Plantensterolen komen voor in landplanten en slechts sporadisch in eencellige algen. Hierdoor kan de hoeveelheid van β-sitosterol in grondmonsters gebruikt worden als biomerker voor de herkomst van de grond of eventuele vermenging van grond met slib.

## Opsporen van vermengingen
De aanwezigheid van brassicasterol samen met alfa-linoleenzuur en erucazuur is een indicator van het vermengen van sojaolie en zonnebloemolie met het goedkopere koolzaadolie. Ook kan de hoeveelheid koolzaadolie aangetoond worden, omdat koolzaadolie ongeveer 1400 mg/kg brassicasterol bevat en sojaolie en zonnebloemolie geen brassicasterol bevat.